# Lasson (Yonne)
Lasson ist eine französische Gemeinde mit 142 Einwohnern (Stand 1. Januar 2022) im Département Yonne in der Region Bourgogne-Franche-Comté (vor 2016 Burgund). Sie gehört zum Arrondissement Auxerre und zum Kanton Saint-Florentin (bis 2015 Flogny-la-Chapelle).

## Geografie
Lasson liegt etwa 34 Kilometer nordnordöstlich von Auxerre. Umgeben wird Lasson von den Nachbargemeinden Coursan-en-Othe im Norden und Nordosten, Racines im Osten und Südosten, Neuvy-Sautour im Süden und Westen sowie Sormery im Nordwesten.
Durch die Gemeinde führt die Route nationale 77.

## Bevölkerungsentwicklung
| Jahr                      | 1962 | 1968 | 1975 | 1982 | 1990 | 1999 | 2006 | 2013 |
| Einwohner                 | 176  | 163  | 156  | 147  | 127  | 140  | 141  | 125  |
| Quelle: Cassini und INSEE |      |      |      |      |      |      |      |      |

## Sehenswürdigkeiten

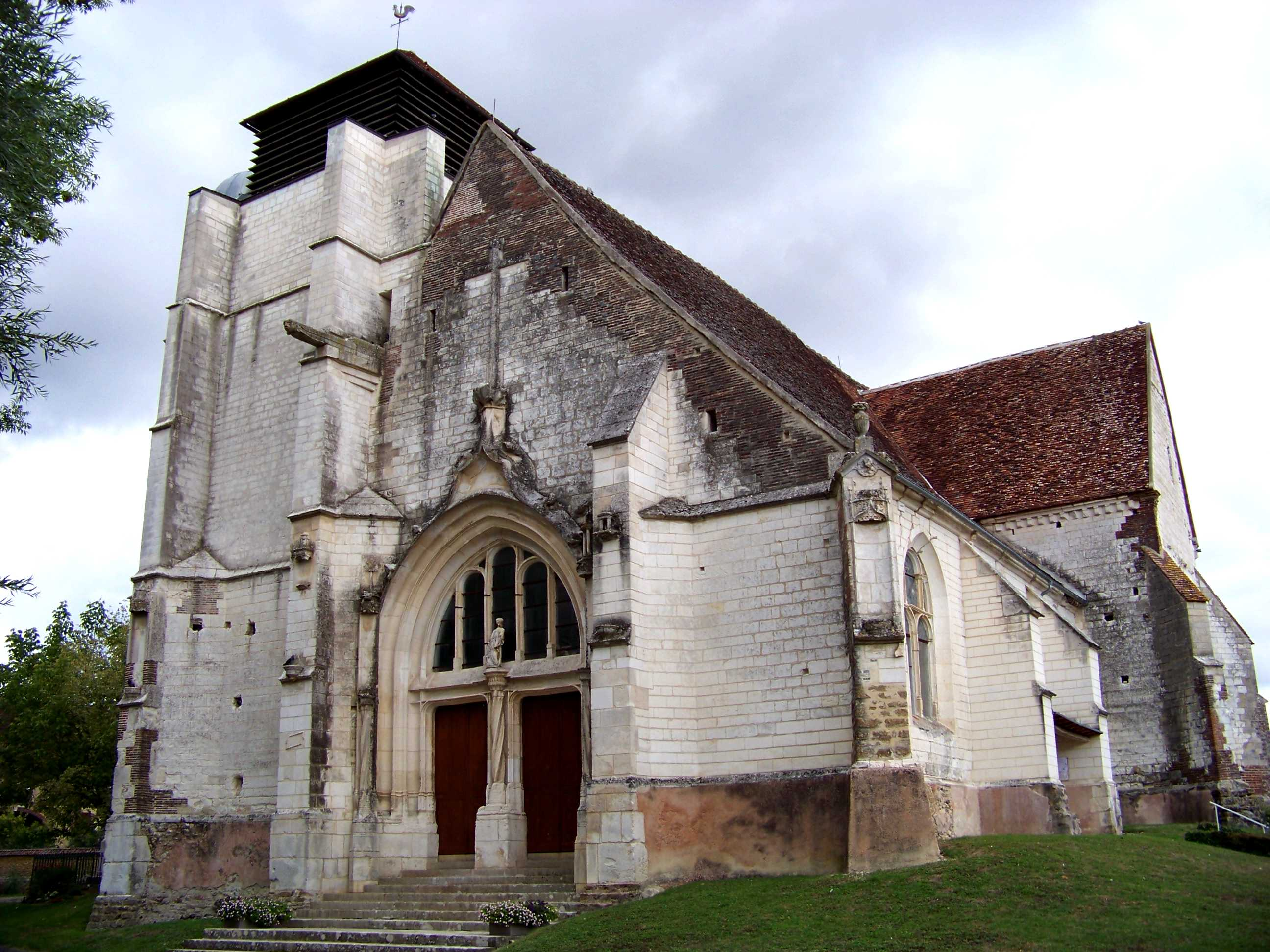
Kirche Saint-Jean-Baptiste

- Kirche Saint-Jean-Baptiste aus dem 16. Jahrhundert, Monument historique seit 1912
- Kruzifix, seit 1938 Monument historique